# Khaitan Sporting Club
O Khaitan SC é um clube de futebol kuwaitiano com sede em Khaitan. A equipe compete na Campeonato Kuwaitiano de Futebol.

## História
O clube foi fundado em 1965.